# Marcelo Danubio Zalayeta
Marcelo Danubio Zalayeta (Montevideo, 5 de desembre de 1978) és un futbolista uruguaià, que ocupa la posició de davanter.

## Trajectòria
Comença la seua carrera al Danubio, tot fitxant posteriorment pel CA Peñarol, on té reeixida. El 1997 fitxa per la Juventus FC italiana, considerat una jove promesa, però no gaudeix de massa oportunitats. És cedit a l'Empoli FC i al Sevilla FC. Passa una etapa al club torinés abans de ser cedit per tercer cop, a la Perugia Calcio, el 2004.
Amb la Juventus hi va marcar dos importants gols en competicions europees. Un el 2003, als quarts de finals de la Champions League davant el FC Barcelona, i l'altre davant el Reial Madrid al setzens de la temporada 04/05. A la final de la Champions del 2003, en la qual es va arribar a la tanda de penalts, el davanter va fallar el seu llançament, aturat pel porter Dida.
El 2007 fitxa per la SSC Napoli. En dos anys, hi marca 12 gols en 49 partits a la Série A. A la temporada 09/10 no té lloc al conjunt napolità i és cedit a la Bologna.

## Selecció
Ha estat internacional amb l'Uruguai en 47 ocasions, marcant 10 gols. Es va retirar després de la fallida classificació per al Mundial del 2006, en la qual el seu país s'ho va jugar davant Austràlia. En aquesta eliminatòria, un penal llençat per Zalayeta va ser aturat per l'aussie Mark Schwarzer, que va suposar la pèrdua de la ronda de penals per als sud-americans.
Abans, hi va participar en la Copa Amèrica de 1999 i en la Confederacions de 1997. Amb la selecció juvenil va ser finalista del Mundial de 1997.

## Títols
- Campionat de l'Uruguai: 1997
- Mundial Juvenil 1997: 2a plaça
- Copa Amèrica 1999: 2a plaça
- Série A: 97/98, 01/02, 02/03
- Supercopa Italiana: 2002, 2003